# Edificio Santos
Das Edificio Santos, auch als Depósito Santos bezeichnet, ist ein Bauwerk in der uruguayischen Landeshauptstadt Montevideo.
Das um 1900 errichtete Gebäude befindet sich in der Ciudad Vieja an der Rambla 25 de Agosto de 1825 am Hafen von Montevideo. Angaben über den Architekten sind nicht vorhanden. In den Jahren 1995 bis 1997 fanden Renovierungsarbeiten unter Leitung des Architekten J.C. Ortega sowie des Architektenkonsortiums um E. Cagnoli, E. De Soto, R. Greco, C.Gutiérrez, M. Tyler und D. Oromí statt. Ursprünglich als Warenlager genutzt, beherbergt das 13 Meter hohe, dreistöckige Bauwerk mittlerweile Büroräumlichkeiten und dient als Sitz des Uruguayischen Tourismus- und Sportministeriums (Ministerio de Turismo y Deportes).